# Unia Centrum
Unia Centrum (wł. Unione di Centro, UdC) – włoska partia polityczna o profilu centrowym, chrześcijańsko-demokratycznym i konserwatywno-społecznym. Powstała w 2002 pod nazwą Unia Chrześcijańskich Demokratów i Centrum (wł. Unione dei Democratici Cristiani e di Centro, UDC), od 2008 funkcjonująca pod szyldem Unia Centrum z powstałej wówczas koalicji wyborczej. Partia należy do Europejskiej Partii Ludowej.

## Historia
UDC została założona 6 grudnia 2002 w ramach Domu Wolności. Powstała z połączenia ściśle ze sobą współpracujących Centrum Chrześcijańsko-Demokratycznego (CCD, lider: Pier Ferdinando Casini) i Zjednoczonych Chrześcijańskich Demokratów (UDC, lider: Rocco Buttiglione), do których dołączyła także Europejska Demokracja (DE, założona przez Giulia Andreottiego, który nie brał udziału w organizacji UDC).
Wybory do Parlamentu Europejskiego w 2004 przyniosły partii 5 mandatów i poparcie na poziomie 5,9%, co pozwoliło wyprzedzić Ligę Północną i stać się wówczas trzecią siłą w ramach Domu Wolności. UDC popierała rząd Silvia Berlusconiego, kilkakrotnie jednak zapowiadała wyjście z koalicji. Do największych napięć doszło przed wyborami parlamentarnymi w 2006, gdy lider Forza Italia dopuścił do swojego bloku wyborczego ugrupowania neofaszystowskie. Ostatecznie UDC wystartowała w dotychczasowym układzie. Uzyskując wynik 6,76%, 39 mandatów deputowanych i 20 senatorskich, potwierdziła swoje istotne miejsce na włoskiej scenie politycznej. Jednak na skutek porażki całej koalicji partia znalazła się w opozycji.
W 2007 UDC formalnie opuściła Dom Wolności, jednak nie przystąpiła do koalicji rządowej popierającej gabinet Romano Prodiego. Od 2004 do 2008 z ugrupowania odeszło pięć większych grup działaczy. W 2004 Sergio D’Antoni przeszedł z grupą byłych polityków Europejskiej Demokracji do Margherity. W 2005 Gianfranco Rotondi powołał Chrześcijańską Demokrację dla Autonomii, opowiadającą się za bliską współpracą z Forza Italia. W 2005 prefekt Katanii i europoseł Raffaele Lombardo utworzył Ruch dla Autonomii, który pozostał w Domu Wolności. W 2006 senator Marco Follini i były sekretarz UDC zainicjował nowe ugrupowanie Środkowe Włochy, które dołączyło do koalicji L’Unione. W 2008 grupa centrolewicowych działaczy (w tym Bruno Tabacci i Mario Baccini) powołała Białą Różę.
Po rozwiązaniu parlamentu XV kadencji w styczniu 2008 unia otrzymała zaproszenie od Silvia Berlusconiego celem wspólnego startu w wyborach, jednak UDC odrzuciła tę propozycję. Zwolennicy współpracy z Silviem Berlusconim, działający w ramach frakcji Liberalni Ludowcy (z byłym przewodniczącym klubu deputowanych Carlem Giovanardim i Vitem Bonsignorem na czele) odeszli wówczas z partii, przystępując do Ludu Wolności.
28 lutego 2008 UDC zainicjowała powołanie formacji wyborczej pod nazwą Unia Centrum. Prowadziła rozmowy m.in. z Włoską Partią Socjaldemokratyczną i UDEUR Popolari, które nie przyniosły rezultatu. Ostatecznie obok UDC do nowej koalicji weszli niedawni rozłamowcy z Białej Róży. Sojusz poparły także marginalne pozaparlamentarne ugrupowanie chadeckie, w tym Partia Chrześcijańsko-Demokratyczna i Partia Chrześcijańskich Demokratów, a także grupy regionalne (w tym Veneto na rzecz Europejskiej Partii Ludowej europosła Giorgia Carollo). Jednym z kandydatów bloku został były premier, Ciriaco De Mita, niewpisany na listę wyborczą Partii Demokratycznej. Kandydatem na premiera stał się lider UDC – Pier Ferdinando Casini. Startująca samodzielnie UdC uzyskała 36 mandatów w izbie niższej i 3 w Senacie. Wkrótce po wyborach Francesco Pionati i Mario Baccini opuściło frakcję parlamentarną, opowiadając się nawiązaniem współpracy z Ludem Wolności.
W kolejnych latach Unia Centrum faktycznie przekształciła się w jednolite ugrupowanie, co polegało na przekształceniu w ramach Unii Chrześcijańskich Demokratów i Centrum oraz porzuceniu tej ostatniej nazwy. Pod tą nazwą ugrupowanie wystartowała w 2009 w wyborach europejskich, kiedy to zasiliła ją grupa niezależnych polityków, m.in. Gianni Rivera. W 2010 UdC współtworzyła Nowy Biegun dla Włoch, blok centrowych i centroprawicowych ugrupowań, jednak koalicja ta w 2012 faktycznie zaprzestała działalności. W wyborach regionalnych centryści współtworzyli różne koalicje, w parlamencie XVI kadencji pozostali w opozycji, zaś w 2011 wsparli nowo utworzony techniczny rząd Maria Montiego.
Na potrzeby wyborów w 2013 UdC przystąpiła do koalicji Z Montim dla Włoch. Do Izby Deputowanych XVII kadencji jej lista otrzymała poparcie około 1,8% głosów (8 mandatów). Z listy koalicyjnej paru działaczy UdC dostało się do Senatu. Partia przystąpiła do szerokiej koalicji współtworzącej rząd Enrica Letty, jej przedstawiciel Gianpiero D’Alia objął stanowisko ministra. W 2014 współtworzyła kolejny włoski gabinet, w którym reprezentantem centrystów został Gian Luca Galletti.
W wyborach europejskich w tym samym roku wspólna lista centrystów i Nowej Centroprawicy otrzymała blisko 4,4% głosów, co przełożyło się na 3 mandaty w PE VIII kadencji. W 2016 z ugrupowania odeszła kolejna grupa działaczy w tym Pier Ferdinando Casini. Unia dołączyła następnie do centroprawicowej koalicji, współtworząc w jej ramach listę Noi con l'Italia. W wyborach w 2018 troje kandydatów partii wywalczyło miejsca w Senacie. W 2022 ugrupowanie startowało w ramach listy Noi Moderati, uzyskując po jednym mandacie w każdej z izb.

## Przewodniczący i sekretarze
Honorową funkcję przewodniczącego ugrupowania w latach 2002–2014 pełnił Rocco Buttiglione, następnie obejmowali ją Gianpiero D’Alia i Antonio De Poli. Zarządzającym partią sekretarzem do 2005 był Marco Follini, następnie został nim Lorenzo Cesa.